# Ottorino Paulinich
Ottorino Paulinich (Fiume, 2 marzo 1922 – Cremona, 15 marzo 1980) è stato un allenatore di calcio e calciatore italiano, di ruolo centrocampista.
Giocava nel ruolo di ala.

## Biografia
Ottorino Paulinich proveniva da una famiglia di sportivi: anche il padre Arpad, gli zii Zeffirino, Ladislao e Stefano e il fratello Claudio sono stati giocatori di calcio.

## Carriera
Ha esordito in Serie A il 1º marzo 1951 in Novara-Udinese (2-0). In precedenza aveva disputato tre campionati di Serie B con la Cremonese, e ancor prima tre campionati con la Fiumana, uno di Serie B e due di Serie C. Ha chiuso la sua lunga carriera disputando a Treviso quattro campionati di Serie B.

## Palmarès

### Club

#### Competizioni nazionali
- Campionato italiano Serie C: 1

Fiumana: 1940-1941